# MORNING CHARGE
『MORNING CHARGE』（モーニング・チャージ）は、ZIP-FMで2009年4月から2018年3月まで放送されていた朝のワイドプログラムである。通称は「モーチャー」。

## 概要
2009年3月まで放送された「MORNING JACK」の後継番組。国内外のニュース・エンターテイメント・気象情報、主要道路の交通情報をコンパクトにまとめ、朝を爽快に送るための音楽をオンエアする。「朝に元気をチャージする」というコンセプト上、バラエティに富んだ内容となっている。

## 出演者

### ミュージックナビゲーター
- 小林拓一郎

### その他
- ハマちゃん（中川 岳）
- ナベヤマさん
- AD橋本ちゃん
- AD高橋ちゃん
- AD西脇ちゃん
- ADサーモン

電話出演
- 井上毅 - 明石市立天文科学館 学芸員
- 小西未来 - 映画ライター
- 舩越園子 - ゴルフジャーナリスト
- ブラック星博士 - ダジャレ使い
- 宮地陽子 - バスケットボールライター
- りばてぃ - ニューヨーク在住ブロガー
- ハナビスト - 冴木一馬

過去の出演者
- 庄司ゆうこ - 金曜日「新商品紹介」

## 放送時間
- 毎週月曜 - 金曜 6:00 - 9:00（2009年4月 - 2013年3月、2015年4月 - 2018年3月）

### 過去の放送時間
- 毎週月曜 - 金曜 6:30 - 9:00（2013年4月 - 2015年3月）

## 過去のコーナー
LIFE CHECK MORNING
毎週ひとつ体をリラックスするマッサージを紹介するコーナー。
カセットテーププロジェクト
家に眠っているカセットテープを、CDに焼いて復活させるプロジェクト。
Dr.TUESDAY
小林扮するDr.TUESDAYによる相談コーナー。選曲は1970 - 90年代の洋楽限定。このコーナーでは、IRENE扮する『アイリーン』がツッコミ役で登場する。2012年3月終了。
Dr.WEDNESDAY
小林扮するDr.WEDNESDAYによる相談コーナー。上記のDr.TUESDAYの事実上の後継。選曲はカラオケで盛り上がる邦楽限定。Dr.TUESDAYと同様にIRENE扮する『アイリーン』がツッコミ役で登場する。2012年7月終了。